# Might and Magic IV: Clouds of Xeen
Might and Magic IV: Isles of Terra este cel al patrulea joc video de rol pentru calculator din seria Might and Magic, lansat în anul 1992 pentru MS-DOS, Mac și NEC PC-9801 de către firma New World Computing.

## Poveste
Regele Burlock îl angajează pe Crodo să îi fie noul lui vrăjitor și îl trimite pe fiul său, Roland să găsească A Șasea Oglindă (engleză The Sixth Mirror), un artefact puternic care îi permite utilizatorului să se teleporteze în orice oraș, oriunde s-ar afla acesta. Fiind atât de concentrat pe acest lucru, Burlock nu își dă seama că Darzog, fostul lui vrăjitor, l-a răpit pe Crodo și l-a întemnițat în turnul său. Crodo le trimite mai multor aventurieri un vis prin care le transmite ce s-a întâmplat și îi roagă să îl salveze. Acești aventurieri se întâlnesc la Taverna Doamnei Geraldine din orașul Vertigo. Ei ajung să găsească cheia turnului lui Darzog, intră în el, îl înfrâng pe Darzog și îl eliberează pe Crodo. Crodo le spune că Darzog lucra pentru Lordul XEEN, care voia să cucerească toată partea luminoase din XEEN. Le mai spune și în toată lumea există o singură armă care îl poate străpunge. Aceasta este o sabie care se afla în temnița castelului Newcastle. Aventurieri au cumpărat acest castel. Cum acest castel era în ruine, aventurierii au angajat constructorii regelui Burlock să excaveze temnița castelului unde au găsit sabia. S-au dus până în castelului Lordului XEEN care se afla în nori. Acolo au găsit A Șasea Oglindă și au folosit sabia pentru a-l omorî pe XEEN. Moartea lui a cauzat distrugerea castelului și a Oglinzii. Aventurierii au aflat că Lordul XEEN era doar un subaltern al regelui Alamar(care în Might and Magic V: Darkside of XEEN se dovedește a fi de fapt Sheltem), care l-a întemnițat pe Roland partea întunecată din XEEN.